# Amblyolepis
Amblyolepis DC. é um género botânico pertencente à família Asteraceae.

## Espécies
Apresenta uma única espécie:
- Amblyolepis setigera